# Enyinna Nwigwe
Enyinna Nwigwe es un actor y productor nigeriano. Es conocido por interpretar a Nonso en The Wedding Party 2, y a Tamuno en Black November.

## Biografía
Nwigwe nació en 1982 en Ngor Okpala, Estado de Imo y estudió en la Universidad de Calabar.

## Carrera
Debutó como modelo antes iniciar su carrera como actor.
En 2004, debutó en la película Wheel of Change.
En 2012, se unió al elenco de la película Black November junto a los actores Kim Basinger, Vivica A. Fox, Akon y Wyclef Jean. En 2017, interpretó el papel principal en la película sudafricana All About Love. En 2019, protagonizó Living in Bondage: Breaking Free, y en 2021, interpretó a Nura Yusuf en Eagle Wings. También se unió al elenco de  Badamasi, una película biográfica sobre el expresidente militar de Nigeria. Obtuvo la nominación al Mejor Actor en un Papel Protagónico en los Premios de la Academia del Cine Africano, por su interpretación del presidente Ibrahim Badamasi Babangida (IBB) en la película.

## Filmografía
| Año  | Título                           | Personaje            | Notas                  |
| ---- | -------------------------------- | -------------------- | ---------------------- |
| 2005 | Wheel of Change                  | Tony                 |                        |
| 2005 | Last Game                        | Gubabi               |                        |
| 2006 | Games Men Play                   | Abogado              |                        |
| 2006 | The Amazing Grace                | Etukudo              | Productor asociado     |
| 2011 | Black Gold                       | Tamuno               | Coproductor            |
| 2012 | Turning Point                    | Steve                |                        |
| 2012 | Black November                   | Tamuno Alaibe        | Productor asociado     |
| 2015 | Silver Rain                      | Bruce                |                        |
| 2015 | Love Struck                      | Actor                | Película de televisión |
| 2016 | Put a Ring on It                 | Robert               |                        |
| 2016 | Hell or High Water               | Actor                | Cortometraje           |
| 2016 | When Love Happens Again          | Enyinna              |                        |
| 2016 | Dinner                           | Adetunde George Jnr. |                        |
| 2016 | The Wedding Party                | Nonso Onwuka         |                        |
| 2017 | Hire a Man                       | Jeff                 |                        |
| 2017 | Red Code                         | Charles              |                        |
| 2017 | Atlas                            | Osas                 |                        |
| 2017 | The Wedding Party 2              | Nonso                |                        |
| 2018 | Bound                            | Elochukwu            |                        |
| 2019 | Living in Bondage: Breaking Free | Obinna Omego         |                        |
| 2019 | Cold Feet                        | Tare                 |                        |
| 2020 | Dear Affy                        | Micheal              |                        |
| 2021 | Eagle Wings                      | Nura Yusuf           |                        |

## Premios y nominaciones
En 2015, fue nominado a un Nollywood and African Film Critics Award, en la categoría mejor actor de reparto por Black November. En 2016, recibió otra nominación en la misma categoría en los City People Entertainment Awards.
| Año  | Premiación               | Categoría                           | Resultado | Ref.   |
| ---- | ------------------------ | ----------------------------------- | --------- | ------ |
| 2020 | Best of Nollywood Awards | Mejor actor protagónico – En inglés | Nominado  | [ 15 ] |
| 2021 | Best of Nollywood Awards | Mejor actor protagónico – En inglés | Pendiente | [ 16 ] |